# تام استالارد
تام استالارد (انگلیسی: Tom Stallard؛ زادهٔ ۱۱ سپتامبر ۱۹۷۸) ورزشکار روئینگ اهل بریتانیا است.
وی در مسابقات کشوری و بین‌المللی در مجموع برندهٔ ۱ مدال نقره شده‌است.